# Ancema icetoides
Ancema icetoides är en fjärilsart som beskrevs av Henry John Elwes 1892. Ancema icetoides ingår i släktet Ancema och familjen juvelvingar. Inga underarter finns listade i Catalogue of Life.

## Bildgalleri

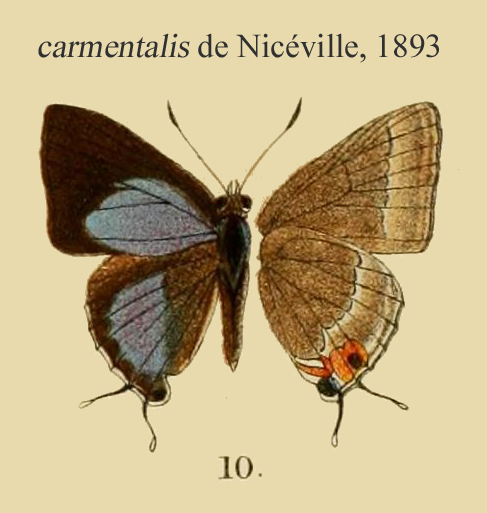
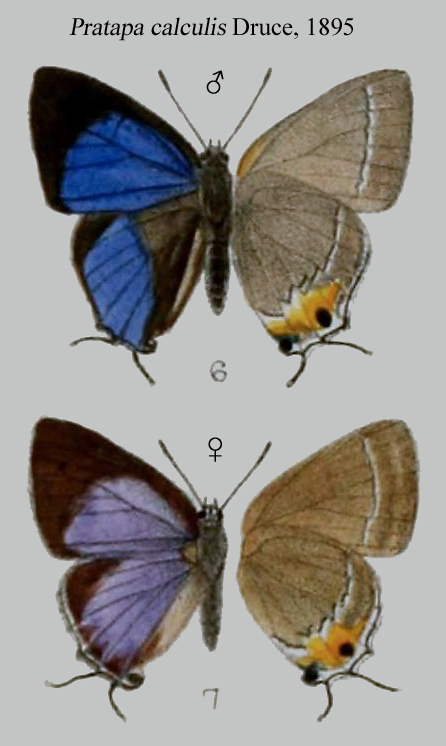
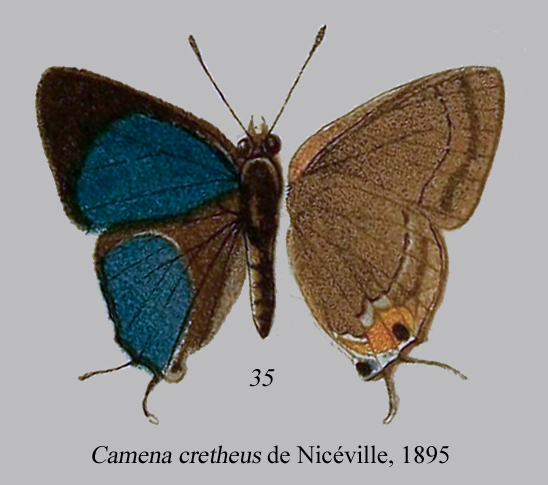
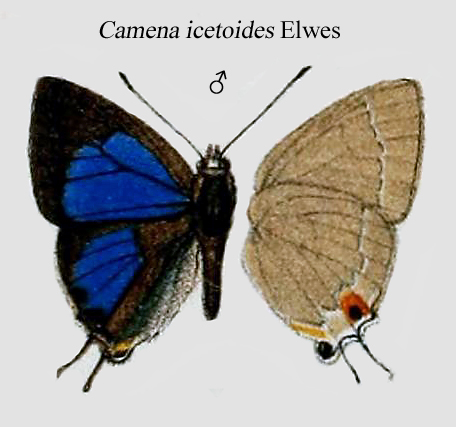